# Fort du Camp-des-Romains
Cet article possède un paronyme, voir Camp des Romains.
Le fort du Camp-des-Romains, appelé brièvement fort Victor, est un fort Séré de Rivières situé sur la commune de Saint-Mihiel dans la Meuse.

## Histoire
Sur la côte de Gondrecourt existe un cap dit camp de César d'une superficie de 19 hectares, 575 mètres par 340, dont subsistait encore au XIXe siècle un mur de deux mètres de hauteur précédé d'un fossé . Ce camp avait quatre entrées et y fut trouvé des deniers de la république, des monnaies de l'Empire ainsi que des fragments d'armes et des tessons.
Après la guerre de 1870 qui a vu la perte pour la France de l'Alsace et de la Moselle, un plan de défense de la frontière est établi par le général Raymond Adolphe Séré de Rivières qui fait construire des forts pour défendre le territoire. Le fort des Paroches et celui du Camp-des-Romains défendent la  ville de Saint-Mihiel et font le lien entre les places de Verdun et de Toul. Il est le plus élevé de la ligne des Hauts-de-Meuse (à 380 mètres d'altitude) et communique par optique avec celui du Rozelier à Verdun.

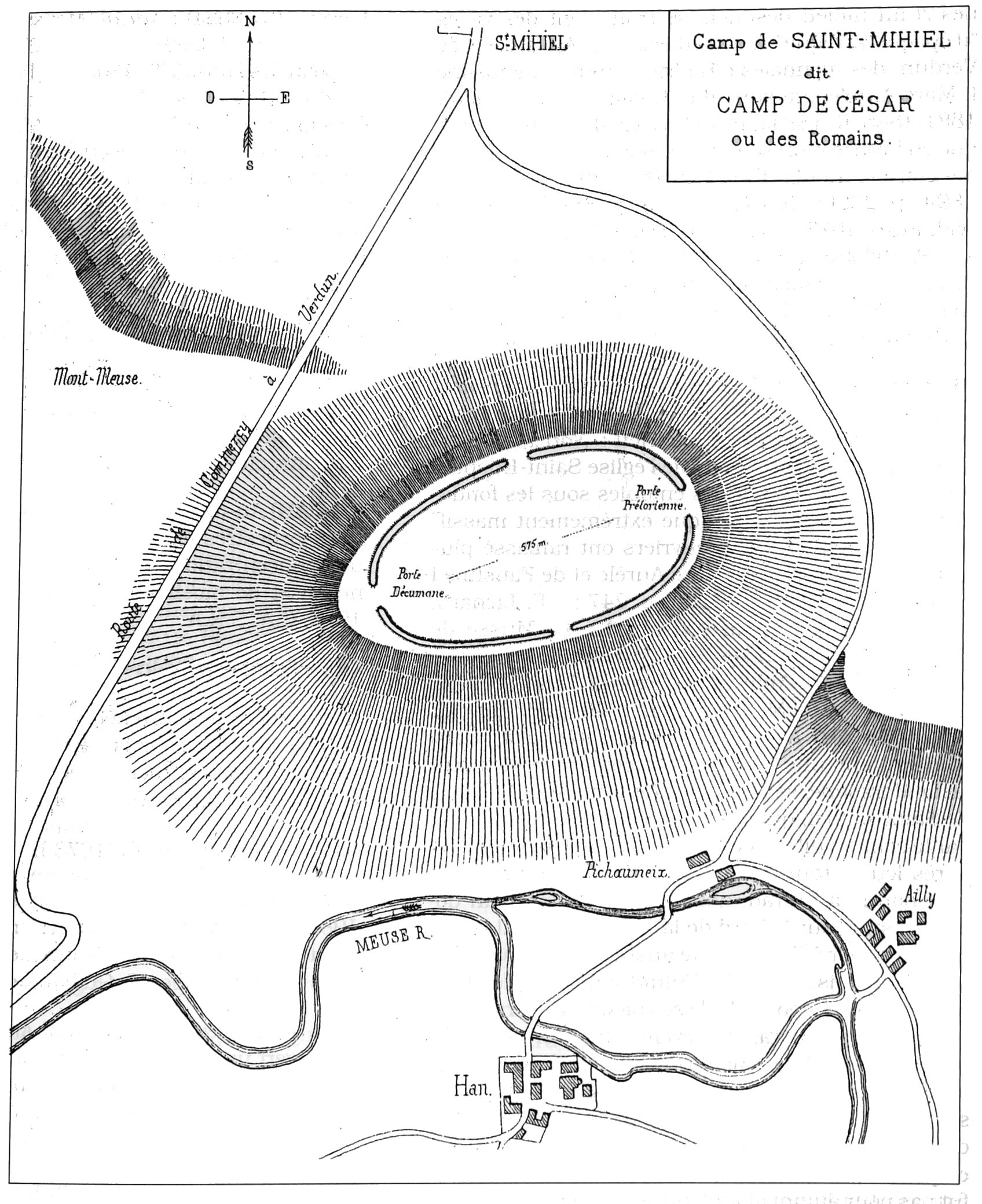
Relevé du camp de César en 1884.
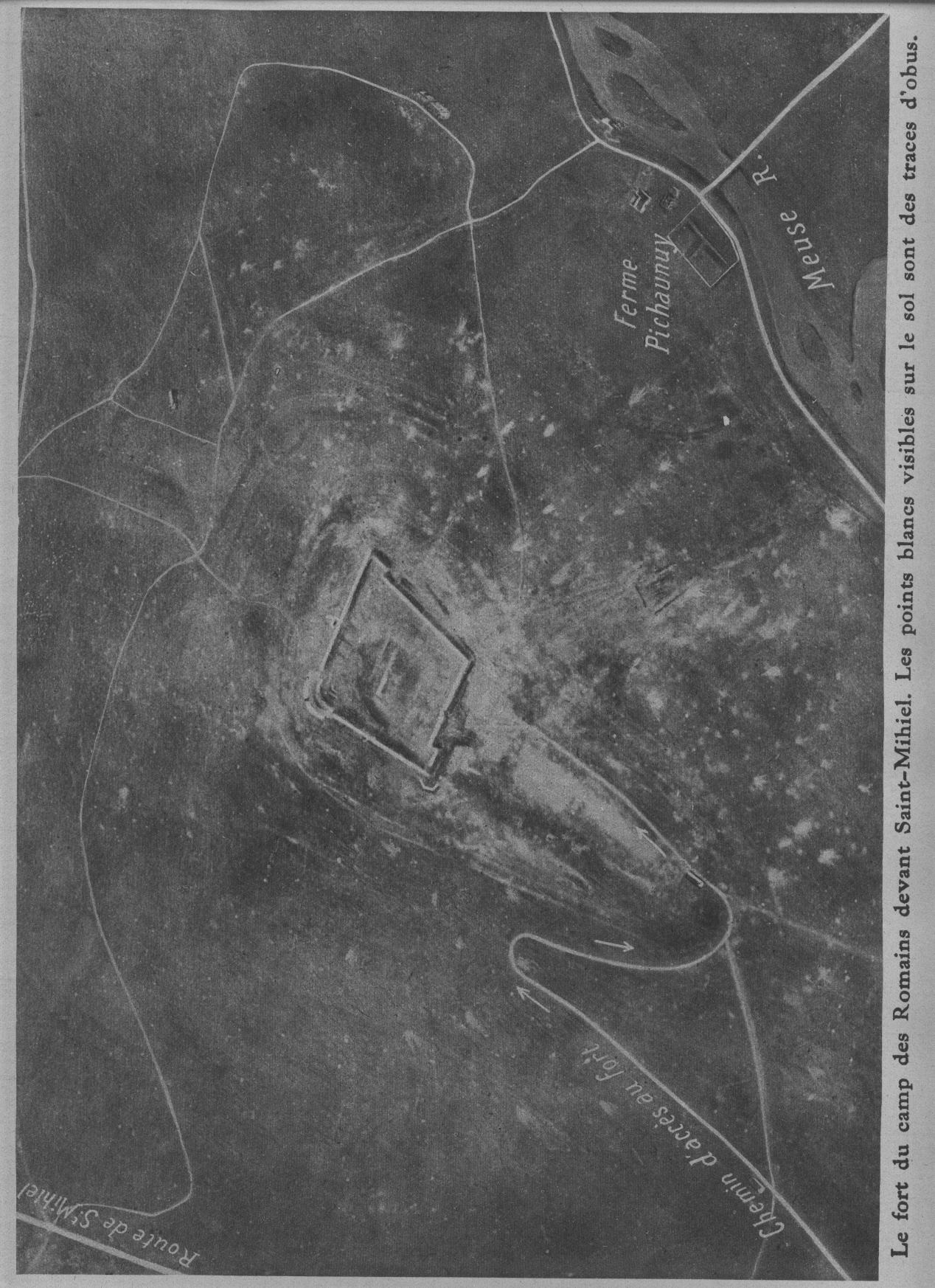
Vue aérienne du camp, Le Miroir, 1915.
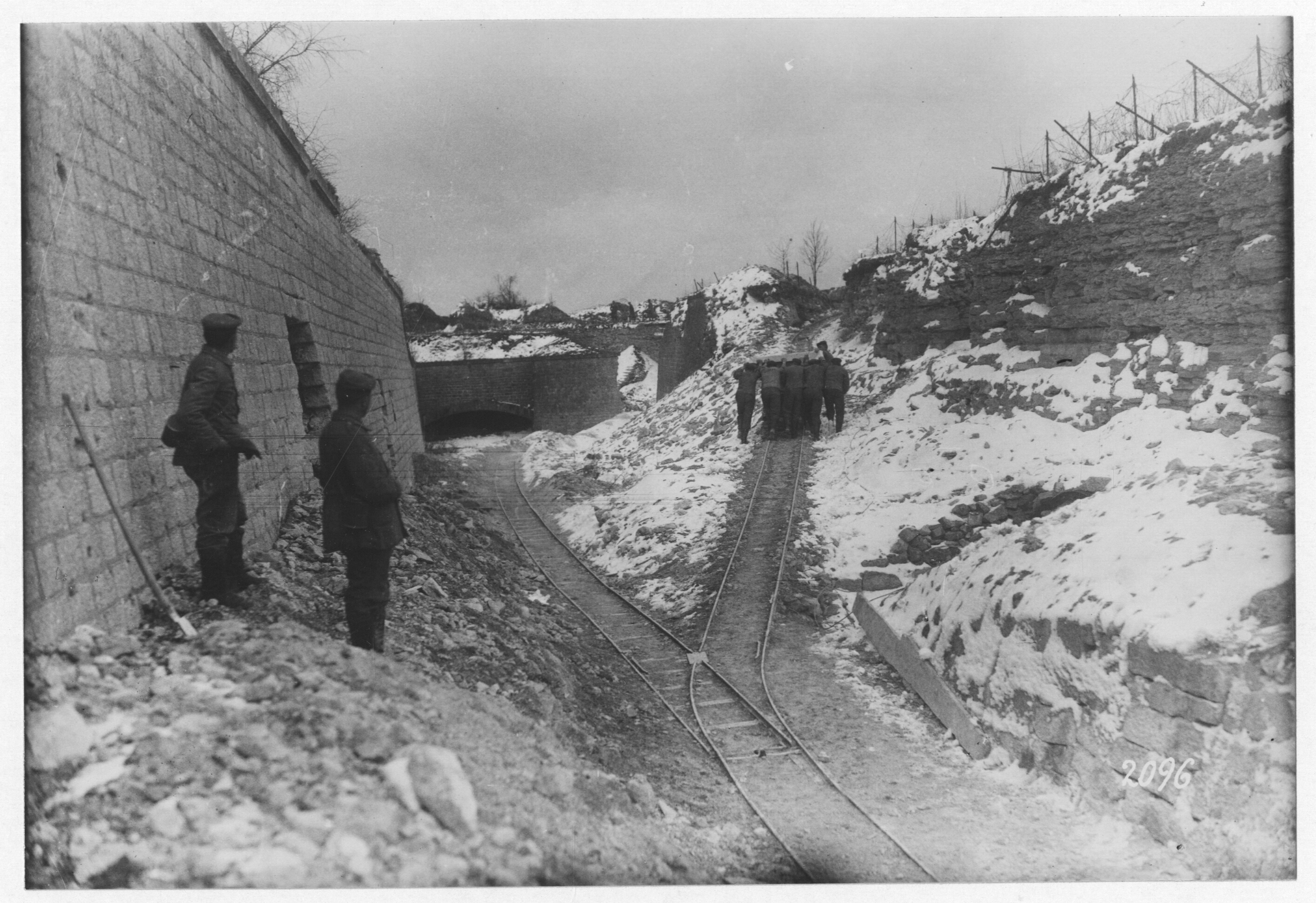
Déblaiement des douves en avril 1917.
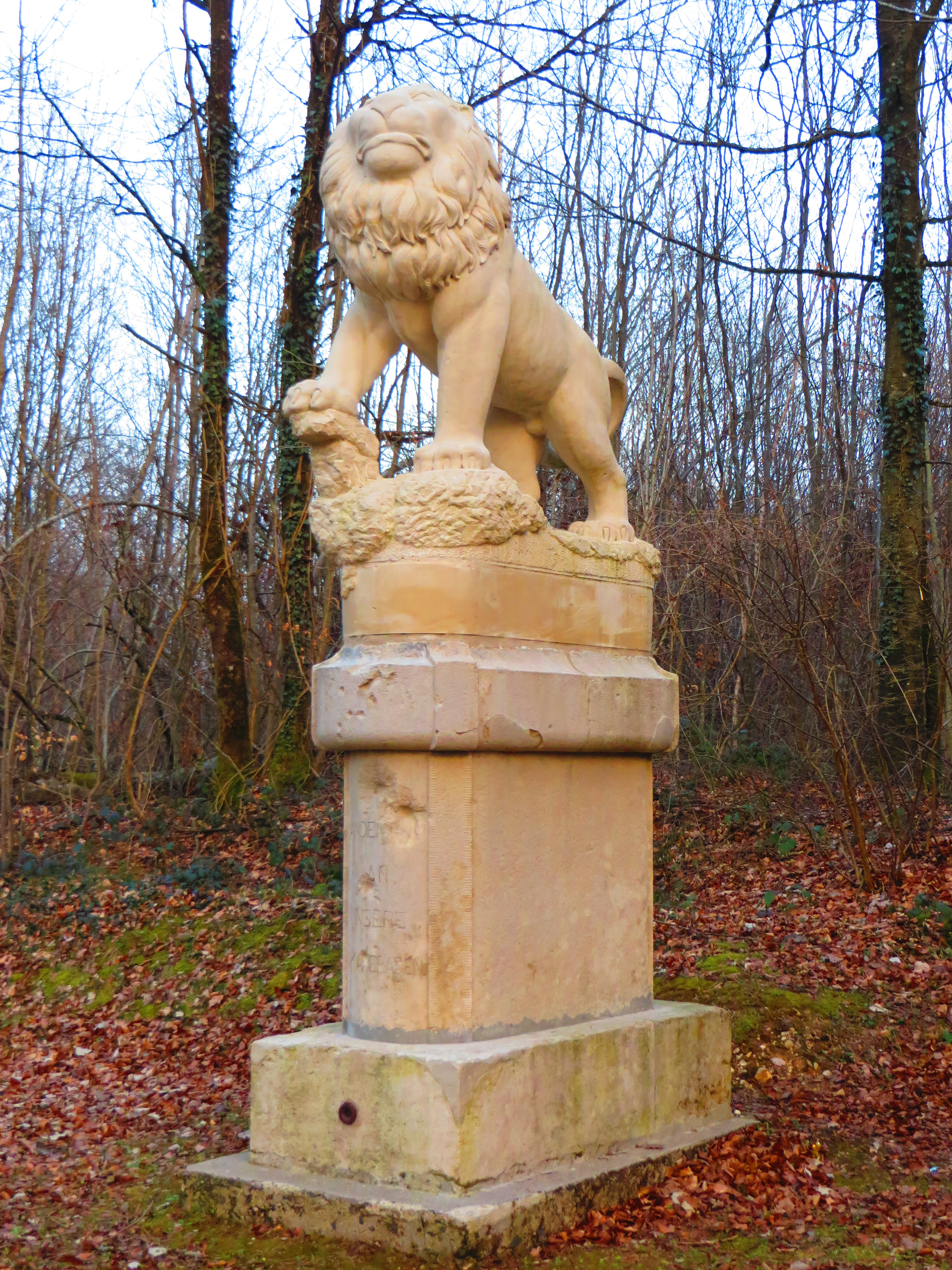
monument commémoratif au 11e régiment d'infanterie bavarois.

Par le décret du 21 janvier 1887, le ministre de la Guerre Georges Boulanger renomme tous les forts, batteries et casernes avec les noms d'anciens chefs militaires. Pour le fort du Camp-des-Romains, son « nom Boulanger » est en référence au maréchal d'Empire Claude-Victor Perrin. Le nouveau nom est gravé au fronton de l'entrée. Dès le 13 octobre 1887, le successeur de Boulanger au ministère, Théophile Ferron, abroge le décret. Le fort reprend officiellement son nom précédent, tout en gardant le nom Boulanger à son fronton.
En 1914, la course à la mer est lancée par Falkenhayn qui décide aussi de réduire le saillant de Verdun et confie la tâche à Bruno von Mudra. À partir du 22 septembre et en quelques jours, les Allemands du général von Strantz s'emparent des Hauts de Meuse. La ville tombe dès le 24 septembre sous les bombardements du troisième corps d'armée bavarois commandé par le baron von Gebsattel. 
Le fort, en grande partie désarmé, est attaqué le 24 par le 11e régiment d'infanterie bavarois, régiment von der Tann, commandé par le major-général baron Ludwig von Tautphoeus. Repoussé dans un premier temps par les 650 défenseurs qui possèdent une trentaine de canons et quatre mitrailleuses pour se défendre, mais ils ne peuvent compter sur les tirs de couverture des forts voisins de Liouville et des Paroches car il n'y a plus de communications.
Le 11e régiment bavarois est renforcé par le 6e régiment d'infanterie et des éléments du 16e régiment de pionniers. Ils sont appuyés par des obusiers de 210 mm et de 350 mm qui ont servi pour attaquer le fort de Troyon. Un nouvel assaut est donné à 5 h 30 le 25 septembre par huit colonnes, trois par le nord, trois par le sud-est deux par l'est. Les réseaux de barbelés sont percés par la préparation d'artillerie allemande, les troupes se trouvent rapidement sur les dessus du fort et attaquent à l'explosif et aux fumigène toutes les ouvertures du fort. À 8 h 30, un drapeau blanc est hissé par les Français au-dessus du fort.
L'acte de reddition signé entre le baron allemand et le lieutenant-colonel David Grignot pose les conditions suivantes : « la garnison est prisonnière de guerre, les officiers de tous les rangs gardent leur sabre et leurs bagages, les hommes gardent leurs sacs, la garnison sort du fort avec les honneurs militaires et les malades seront soignés d'après les règles de la Convention de Genève ».
Les Allemands aménagent par la suite le fort comme observatoire.

### Pertes
Le 24 septembre, les défenseurs ont perdu un homme et quelques blessés, au total cinquante morts et soixante-dix blessés.
Les Allemands ont perdu vingt-trois hommes dont un commandant et soixante treize blessés.

### Conséquences
La ville de Saint-Mihiel est perdue pour les Français jusqu'à sa reprise en 1918 par les Américains, mais la tentative de prise en tenaille de la place de Verdun est stoppée, le front sur la partie orientale est stabilisé et l'axe de communication reliant Verdun à Bar-le-Duc est sauf.
Poincaré qui connaît bien la région depuis sa résidence de Sampigny demande des comptes, Joffre blâme Sarrail et une commission d'enquête statuera en janvier 1920 sur le comportement des défenseurs, qui ne méritent aucun blâme ni aucun éloge.

De nos jours, le fort est toujours propriété du Ministère des Armées et, en raison de sa dangerosité, le fort est strictement interdit d'accès.